# British Home Championship 1961/62
De British Home Championship van 1961/62 was de 67e editie van de British Home Championship. Het toernooi werd gehouden van 7 oktober 1961 tot en met 14 april 1962. Schotland werd kampioen.

## Eindstand
| Team          | Gsp | W | G | V | DV | DT | DS | Ptn |
| ------------- | --- | - | - | - | -- | -- | -- | --- |
| Schotland     | 3   | 0 | 0 | 3 | 10 | 1  | +9 | 6   |
| Wales         | 3   | 1 | 1 | 1 | 5  | 3  | +2 | 3   |
| Engeland      | 3   | 0 | 2 | 1 | 2  | 4  | –2 | 2   |
| Noord-Ierland | 3   | 0 | 1 | 2 | 2  | 11 | –9 | 0   |

## Wedstrijden
|                                                     |                    |       |                                                                |                                                                               |
| 7 oktober 1961 «onderlinge duels» 15:00 uur (UTC+1) | Noord-Ierland      | 1 – 6 | Schotland                                                      | Windsor Park, Belfast Toeschouwers: 41.000 Scheidsrechter: James Finney (ENG) |
| 7 oktober 1961 «onderlinge duels» 15:00 uur (UTC+1) | Jim McLaughlin 17' |       | 14' Davie Wilson 34', 53', 79' Alex Scott 38', 69' Ralph Brand | Windsor Park, Belfast Toeschouwers: 41.000 Scheidsrechter: James Finney (ENG) |

|                                                      |                     |       |                   |                                                                               |
| 14 oktober 1961 «onderlinge duels» 15:00 uur (UTC+1) | Wales               | 1 – 1 | Engeland          | Ninian Park, Cardiff Toeschouwers: 61.566 Scheidsrechter: Hugh Phillips (SCO) |
| 14 oktober 1961 «onderlinge duels» 15:00 uur (UTC+1) | Graham Williams 30' |       | 44' Bryan Douglas | Ninian Park, Cardiff Toeschouwers: 61.566 Scheidsrechter: Hugh Phillips (SCO) |

|                                                    |                      |       |       |                                                                                 |
| 8 november 1961 «onderlinge duels» 19:30 uur (UTC) | Schotland            | 2 – 0 | Wales | Hampden Park, Glasgow Toeschouwers: 74.329 Scheidsrechter: Arthur Holland (ENG) |
| 8 november 1961 «onderlinge duels» 19:30 uur (UTC) | Ian St John 22', 50' |       |       | Hampden Park, Glasgow Toeschouwers: 74.329 Scheidsrechter: Arthur Holland (ENG) |

|                                                     |                    |       |                   |                                                                                  |
| 22 november 1961 «onderlinge duels» 14:30 uur (UTC) | Engeland           | 1 – 1 | Noord-Ierland     | Wembley Stadium, Londen Toeschouwers: 30.000 Scheidsrechter: Leo Callaghan (WAL) |
| 22 november 1961 «onderlinge duels» 14:30 uur (UTC) | Bobby Charlton 20' |       | 81' Jimmy McIlroy | Wembley Stadium, Londen Toeschouwers: 30.000 Scheidsrechter: Leo Callaghan (WAL) |

|                                                    |                                |       |               |                                                                               |
| 11 april 1962 «onderlinge duels» 19:15 uur (UTC+1) | Wales                          | 4 – 0 | Noord-Ierland | Ninian Park, Cardiff Toeschouwers: 13.250 Scheidsrechter: George McCabe (ENG) |
| 11 april 1962 «onderlinge duels» 19:15 uur (UTC+1) | Mel Charles 15', 35', 60', 65' |       |               | Ninian Park, Cardiff Toeschouwers: 13.250 Scheidsrechter: George McCabe (ENG) |

|                                                    |                                         |       |          |                                                                            |
| 14 april 1962 «onderlinge duels» 15:00 uur (UTC+1) | Schotland                               | 2 – 0 | Engeland | Hampden Park, Glasgow Toeschouwers: 132.441 Scheidsrechter: Leo Horn (NED) |
| 14 april 1962 «onderlinge duels» 15:00 uur (UTC+1) | Davie Wilson 13' Eric Caldow 88' (pen.) |       |          | Hampden Park, Glasgow Toeschouwers: 132.441 Scheidsrechter: Leo Horn (NED) |